# Fleksja
Fleksja – system opozycji słów należących do jednego leksemu.
1. Dział gramatyki zajmujący się opisem form wyrazowych[1].
2. Odmiana wyrazów – wyróżnia się fleksję imienną (deklinację) oraz fleksję czasownika (koniugację)[1][2].

Fleksja to ta część morfologii, która umożliwia wyrażanie relacji gramatycznych (składniowych) za pomocą form wyrazowych, poprzez zastosowanie sufiksów, rzadziej też prefiksów. Formy fleksyjne, dominujące w językach fleksyjnych, wyrażają funkcje składniowe; w innych językach podobną rolę pełni szyk wyrazów. Oprócz fleksji imiennej i fleksji czasownika wyróżnia się niekiedy fleksję przymiotników i przysłówków (stopniowanie).
Fleksja odróżnia się od słowotwórstwa, które dotyczy opozycji traktowanych jako zbiory słów lub form wyrazowych leksemów pokrewnych. Granica między fleksją a zjawiskami niefleksyjnymi jest trudna do wyznaczenia.